# Тарханка (приток Большой Тарханки)
Тарха́нка — река в России, протекает по Челно-Вершинскому району Самарской области. Правобережный приток реки Большая Тарханка, её устье находится в 20 километрах от устья Большой Тарханки. Длина реки — 11 километров. Площадь водосборного бассейна — 72,6 км².

## Этимология
Название реки произошло от древнерусского слова торхань (свободный от податей), татарского тархан (свободный) и монгольского дархан (кузнец, мастер, вольный человек). «Тарханка» было распространённым названием селений, от которых иногда получали названия реки.

## Данные водного реестра
По данным государственного водного реестра России, Тарханка относится к Нижневолжскому бассейновому округу. Водохозяйственный участок реки — Большой Черемшан от истока и до устья. Речной бассейн Тарханки — Волга от верхнего Куйбышевского водохранилища до впадения в Каспий.
Код объекта в государственном водном реестре — 11010000412112100004841.